# Sahalinska oblast
Sahalinska oblast je oblast u Rusiji. Obuhvaća Sahalin i Kurilske otoke. Središte oblasti je Južno-Sahalinsk.